# Take Back the Night (organisation)
Pour l’article homonyme, voir Take Back the Night.
Take Back the Night (en français Reconquérir la Nuit) est un événement international et une organisation à but non lucratif dont la mission est de mettre fin à la violence sexuelle, relationnelle et domestique sous toutes ses formes. Des centaines d'événements sont organisés dans plus de 30 pays chaque année. Les événements comprennent souvent des marches, des rassemblements et des veillées destinés à protester et à agir directement contre le viol et d'autres formes de violence sexuelle, relationnelle et domestique. En 2001, un groupe de femmes qui avaient participé aux premières marches Take Back the Night se sont réunies pour former la Take Back the Night Foundation afin de soutenir les événements à travers les États-Unis et le monde.

## Histoire
Les membres du conseil d'administration de la Fondation Take Back the Night ont participé aux marches et événements Take Back the Night des années 1970 à nos jours. Les premiers événements incluent une manifestation à San Francisco contre la pornographie en 1978. L'une des premières marches "Take Back the Night" a eu lieu à Philadelphie, en Pennsylvanie, en octobre 1975, après le meurtre d'une microbiologiste, Susan Alexander Speeth, qui a été poignardée à mort alors qu'elle rentrait seule chez elle,.
"Take Back the Night" a été utilisé comme titre d'un discours de 1977 lu par Anne Pride lors d'un rassemblement anti-violence à Pittsburgh.

## Événements
Les événements consistent généralement en un rassemblement suivi d'une marche et souvent d'un discours ou d'une veillée aux chandelles sur le thème de la violence à l'égard des femmes. Les premières marches étaient souvent délibérément réservées aux femmes afin de symboliser la marche individuelle des femmes dans l'obscurité et de démontrer que les femmes unies peuvent résister à la peur et à la violence. Les politiques réservées aux femmes ont suscité la controverse sur certains campus; les militants ont fait valoir que les alliés masculins et les survivants d'agressions sexuelles devraient être autorisés à manifester en faveur des femmes et des hommes victimes de violences sexuelles.
Dans la pratique actuelle, les événements Take Back the Night incluent les hommes en tant que survivants, spectateurs et partisans. De nombreuses universités, tels que l'université Wesleyenne dans le Connecticut, permettent aux hommes de parler de leurs propres expériences d'agression sexuelle. Bowdoin College, dans le Maine, organise une veillée aux chandelles et une marche similaires qui encouragent les étudiants de tous les sexes à faire preuve de solidarité envers les survivants sur le campus et dans ce pays. L'événement Take Back the Night de la Michigan State University comprend une liste de demandes adressées à la communauté universitaire pour mettre fin aux violences sexuelles.
Le 7 novembre 2009, la première conférence annuelle Take the Back the Night a eu lieu à l'université Columbia.

## Controverses et débat
Alors que certaines marches Take Back the Night encouragent les hommes à participer, d'autres refusent toujours que les hommes soient impliqués sous prétexte de créer un espace sûr pour les femmes. Plusieurs critiques ont fait valoir que cela ignore les luttes des victimes masculines et ne leur fournit pas de modèles masculins, tout en impliquant la nécessité de « reconquérir la nuit » pour tous les hommes, et ne pas seulement la laisser à ceux qui sont auteurs de violences sexuelles. Le plaidoyer en faveur d'une large coalition de participants comprenant des hommes, des femmes et des personnes transgenres est venu de nombreux commentateurs différents dans une grande variété de publications,,.
L'accent spécifique de certains événements Take Back the Night mis sur les agressions sexuelles d'étrangers et le manque d'attention sur les viols lors d'un rendez-vous amoureux, les abus sexuel d'enfants, l'inceste parental et d'autres formes de victimation ont attiré les critiques d'un large groupe de commentateurs tels que Megan Greenwell de Good Magazine. Greenwell a fait remarquer que l'utilisation du terme « viol justifié » (rightous rape) par les participants de Take Back the Night, pour désigner l'agression sexuelle en plein air par des étrangers comme étant d'une manière ou d'une autre intrinsèquement moralement différente des autres types d'agression, est dévalorisante et erronée.
Dans le contexte de l'enseignement supérieur, la politique de certains établissements visant à rendre les événements Take Back the Night obligatoires pour les étudiants, les obligeant à y assister, qu'ils le veuillent ou non, a été critiquée par certaines militantes des droits des femmes comme étant hypocrite et intrinsèquement autodestructeur. Après l'émergence d'une controverse à Virginia Tech en 2015 au cours de laquelle un événement obligatoire a fait rire certains joueurs de football du public lors des récits d'agressions sexuelles, et au cours duquel certains participants ont essayé de partir plus tôt ou de perturber le processus, la coprésidente de 'Womanspace' Malavika Sahai a fait remarquer: « Imposer à certaines personnes d'aller à un événement empiète sur cet espace sûr… [S]i vous ne voulez pas être là, vous ne devriez vraiment pas être là ».